# José María Maytorena
General José María Maytorena Tapia (Guaymas, Sonora; 18 de julio de  1867-Ciudad de México, 18 de enero de 1948) fue un militar y político mexicano que participó en la Revolución mexicana.

## Juventud
Nació en Guaymas, Sonora, el 18 de julio de 1867; hijo de José María Maytorena Goycochea (1829-1903) y Santos Tapia Arvizu (1841-1917). Su padre era un acaudalado propietario del estado sonorense y había figurado como candidato independiente para gobernador de Sonora, en oposición al triunvirato Torres-Corral-Izábal. Realizó sus primeros estudios en su lugar natal y los continuó en el Santa Clara College de California, Estados Unidos. Al regresar al país se encargó de administrar algunos bienes de su padre, entre los que se hallaban la Hacienda La Misa, de las que hizo una de las más ricas de Guaymas, Santa María, San Antonio de Arriba, El Cautivo, El Reparo, Las Mercedes, Las Termópilas y El Palo Verde.

## Maderismo
En 1909 apoyó inicialmente la candidatura de Bernardo Reyes, por ser amigo de su padre: con Carlos E. Randall, Víctor Manuel Venegas y Eugenio Gayou fundó el club reyista de Guaymas, sufriendo con ello diversas persecuciones. Al año siguiente se alió a Francisco I. Madero y a las filas antirreeleccionistas; incluso organizó la Junta Revolucionaria de Nogales, para ayudar al levantamiento armado. Una vez firmados los Tratados de Ciudad Juárez fue elegido gobernador constitucional de Sonora para el periodo de 1911 a 1915; ahí realizó una labor progresista, sobre todo en el ramo de la educación ya que suprimió el Colegio de Sonora, estableció la Dirección General de Educación Pública y fundó la Escuela Normal. Realizó medidas para capacitar al magisteriado local y para alfabetizar a las clases populares. En 1912 combatió exitosamente a los rebeldes orozquistas de su estado.

## Constitucionalismo
A raíz de la Decena Trágica en febrero de 1913 lanzó un manifiesto de solidaridad con Francisco I. Madero ante su asesinato, sin embargo, se mostró vacilante ante las presiones del gobierno de Victoriano Huerta procurando ganar tiempo y nunca aceptó reconocer su gobierno, pero la presión de los jóvenes políticos y militares sonorenses lo orilló a pedir una licencia por seis meses, dejando en el gobierno a Ignacio L. Pesqueira. Marchó a Estados Unidos, donde aparentemente mantuvo conversaciones con el entonces secretario de Estado William Bryan, sobre su oposición al reconocimiento del gobierno de Victoriano Huerta. Casi al finalizar su licencia, regresó a Sonora, y Venustiano Carranza, lo autorizó para que a partir de agosto se volviera a hacer cargo del poder estatal. A la llegada de Carranza a Sonora, en septiembre de 1913, hubo un distanciamiento entre ambos, causado por sus diferencias respecto al grupo obregonista en formación.

## Villismo
En la primera mitad de 1914 el choque se hizo claro; Plutarco Elías Calles, comandante militar de Hermosillo, lo acusó de conspirar contra Venustiano Carranza, por lo que de Sonora fueron expulsados algunos funcionarios y personas adictas a este. Las tropas maytorenistas "voltearon" a las de Salvador Alvarado, a quién incluso aprehendieron, y desde entonces Maytorena asumió el mando militar de la plaza. En agosto, Álvaro Obregón y Francisco Villa firmaron un trato aceptando que Maytorena asumiera el mando militar de las fuerzas del estado, pero Obregón anuló el pacto al día siguiente. Maytorena estaba apoyado por la guarnición de Navojoa y las tribus yaquis. El 23 de septiembre, contando con el apoyo de Francisco Villa, desconoció a Carranza. En la Convención de Aguascalientes se hizo presentar por Alberto B. Piña, que reconoció a Eulalio Gutiérrez como presidente provisional del país. Obviamente, en la escisión revolucionaria permaneció con Villa. Luchó contra las fuerzas de Plutarco Elías Calles en Agua Prieta y contra las de Ángel Flores en Navojoa. Armó a los indios yaqui para que lo apoyaran, sitió Naco y derrotó a Benjamín Hill en la llamada "Batalla de Martínez". 
El 1 de octubre de 1915, por órdenes de Francisco Villa y ante el término legal de su mandato, entregó el poder ejecutivo del estado a Carlos E. Randall y el militar al general Francisco Urbalejo. Poco después partió a Washington y luego se radicó en Los Ángeles, California. Regresó al país años después, pero Plutarco Elías Calles lo volvió a expulsar, volviendo definitivamente hacia 1938. Se dedicó a la vida privada en Hermosillo y Guaymas; el presidente Manuel Ávila Camacho le expidió patente de general de división en 1943. Murió en la Ciudad de México el 18 de enero de 1948 a la edad de 80 años.